# NGC 5751
NGC 5751 é uma galáxia espiral (Sc) localizada na direcção da constelação de Boötes. Possui uma declinação de +53° 24' 02" e uma ascensão recta de 14 horas, 43 minutos e 49,1 segundos.
A galáxia NGC 5751 foi descoberta em 24 de Abril de 1789 por William Herschel.